# فریتس کلر
فردریش والتر کلر (زاده ۲ آوریل ۱۹۵۷) مدیر فوتبال آلمانی و رئیس سابق باشگاه فرایبورگ است. او در سال ۲۰۱۹ به عنوان رئیس فدراسیون فوتبال آلمان انتخاب شد. او در ماه مه ۲۰۲۱ از سمت خود استعفا داد.

## مدیریت
کلر متولد فرایبورگ آلمان است. او از سال ۲۰۱۰ تا ۲۰۱۹، ریاست باشگاه فرایبورگ را بر عهده داشت.
کلر تنها نامزدی بود که در ماه اوت برای پست ریاست فدراسیون فوتبال آلمان پیشنهاد شد و با ۲۵۷ رای از ۵۰۰ رای ممکن، جایگزین راینهارد گریندل و به عنوان سیزدهمین رئیس فدراسیون فوتبال آلمان، انتخاب شد. کلر در آوریل ۲۰۲۱ بعد از اینکه معاون خود، راینر کخ را با قاضی حزب نازی رولاند فرایسلر مقایسه کرد به شدت مورد انتقاد قرار گرفت. در ۱۱ می ۲۰۲۱، او اعلام کرد که از سمت خود کناره‌گیری می‌کند.